# ぱんだソフト

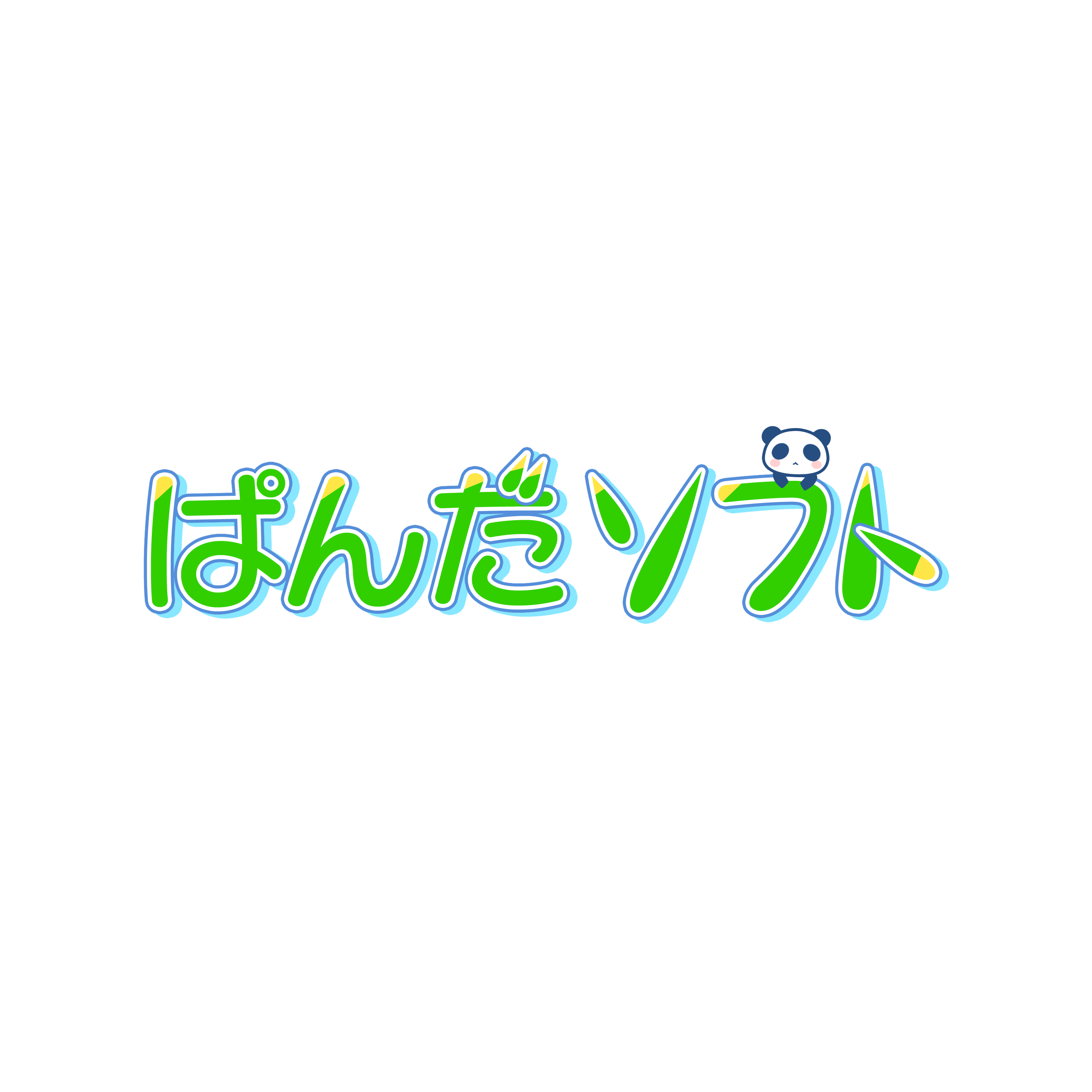
公式HPより。

ぱんだソフト（Panda-Soft）は、株式会社P.K.WORKSのゲームブランドである。開発室は東京都渋谷区。

## 沿革
株式会社P.K.WORKSの風見奏太を中心に、同社の経理である櫻井響子、プログラマーの林杏、広報の三日月琴葉、そして数名の外部スタッフと共に作品の開発に携わっている。
デビュー作の『新聞物語』を作る際に、出演声優を探すためオーディションサイトで募集をかけたところ、申込みが600件以上きたことから制作チームで話し合い、独自で声優ワークショップの運営を行っており、2作品目の『シスターコンプレックス』以降、出演声優をワークショップ生から決めるというシステムを行っている。
なおブランド名の由来は、「世界中で幅広い世代に愛されている動物」であるパンダをリスペクトするところからである。

## 特徴
最大の特徴は「ワークショップ生から声優をキャスティングする」という点である。
作品企画は、制作チーム会議で全員の意見を出し合いながら決めている。2019年2月から外部ディレクターを会議に招いて常に次回作まで考慮しながら制作を進行させている。
全体のテーマは「共に成長」であり、共にとは「声優ワークショップ生」「制作チーム」「運営陣」を指す。

## メインタイトル作品
・新聞物語
第1作目の作品で、2017年8月3日に体験版が発売。2018年4月14日に完成版が発売された。iOS版はAppleによる有料アプリランキングで最高位3位。2018年5月に舞台化もされており、ゲストとしてアミューズの富田美憂、前田佳織里が日替わりでヒロイン(アーニャ)役を務めた。
・シスターコンプレックス
第2作目の作品で、2019年1月27日に完成版が発売された。メインヒロインはワークショップ一期生の神藤ゆずか。
・バースオブブレイバー
第3作目の作品で、2020年3月28日に完成版が発売された。主人公はワークショップ生でスチール・ウッド・ガーデンの三品建。
・ボクを落とそうとするキミを落とす
第4作目の作品で、2021年8月31日に完成版が発売された。主人公はワークショップ生でプロダクション・エースの勝居基。
・幼い書けない喋らない〜怪死の約束〜
第5作目の作品で、2025年8月20日に完成版が発売された。主人公はワークショップ生の森高さとし。

## ショートタイトル作品
・デイズ
ショートタイトル第1作目の作品で、2021年12月23日に発売。主人公はプロダクション・エースの勝居基。
・だれも知らないはなし
ショートタイトル第2作目の作品で、2022年2月1日に発売。メインヒロインは日向つづり。
・無表情な私の異世界デビュー、友達作りたいので商人になります
ショートタイトル第3作目の作品で、2022年10月24日に発売。メインヒロインは長谷川りく。
・アンドロイドとあやかし
ショートタイトル第4作目の作品で、2022年12月14日に発売。主人公は白金零。
・泣きたいあなたの為のクッキー
ショートタイトル第5作目の作品で、2023年7月16日に発売。メインヒロインはベルプロダクションの大福のぞみ。
・看守と勇者
ショートタイトル第6作目の作品で、2025年5月14日に発売。主人公はカレイドスコープの高橋宏幸。

## 制作チーム
・風見奏太（かざみ そうた）
総合プロデュース担当。
・櫻井響子（さくらい きょうこ）
経理担当。
・林杏（はやし あんず）
プログラム・ドット絵担当。
・三日月琴葉（みかづき ことは）
ホームページ・広報・ドット絵担当。

## ワークショップ講師（一部）
・橘U子（たちばな ゆうこ）
ケンユウオフィス所属
・笹島かほる（ささじま かほる）
コトリボイス業務提携
・一花さくら（いっか さくら）

## 外部スタッフ
・小室剛史（こむろ たけし）
プログラム担当。
・isumi（いすみ）
動画・原画担当。全ての作品のOPムービーを制作。
・Much the tackle（まっち ざ たっくる）
BGM・主題歌・SE担当。
・富田美兎（とみた みと）
『新聞物語』『ボクを落とそうとするキミを落とす』のシナリオ担当。
・大空さや（おおぞら さや）
歌手。『新聞物語』の主題歌「Smiley Jump!」を担当。
・佳城紫（かしろ ゆかり）
歌手。『シスターコンプレックス』の主題歌「Toy Clown」を担当。
・SONICFETUZ:+（そにっくふぃーたす）
歌手。『バースオブブレイバー』の主題歌「レイワブレイバー 」を担当。

## ぱんだフェスタ
株式会社P.K.WORKSでプロデュースしている事業全体の年に一度のお祭り。
2019年は「ラジオ部門」でゲストに声優のニーコを招きトークセッションが行われた。「声優部門」ではワークショップ生による朗読劇が行われ、『バースオブブレイバー』の外伝ストーリーが披露された。

## 渋谷愛ビジョン
2021年11月11日より、渋谷駅前の大型テレビジョンにぱんだソフトの15秒CMが１年間放映されることが発表された。
なお、CMのナレーション担当はワークショップ生から選出している。